# Buta, Republica Democratică Congo
Buta   este un oraș  în  partea de nord a Republicii Democrate Congo, aflat pe râul Itimbiri.
Este reședința  provinciei  Bas-Uele.